# Sophia Junk
Sophia Junk (* 1. März 1999 in Konz an der Mosel) ist eine deutsche Leichtathletin. Sie ist Teil des Kaders der Leichtathletiknationalmannschaft.
Als Sprinterin gewann sie unter anderem 2018 die U20-Weltmeisterschaft in Tampere in der 4-mal-100-Meter-Staffel und 2019 sowie 2021 die U23-Europameisterschaften in der gleichen Disziplin. 2024 gewann sie mit der Staffel Bronze bei den Olympischen Spielen in Paris. 2017 stellte sie mit der U20-Staffel über 4-mal 100 Meter einen neuen Weltrekord auf und wurde 2022 Dritte im 60-Meter-Lauf bei den Deutschen Hallenmeisterschaften.

## Leben
Sophia Junk wuchs als jüngstes von drei Kindern in Konz-Oberemmel bei Trier auf, wo sie sich schon früh für den Sport interessierte.

Während der Vorbereitungen für die Bundesjugendspiele wurde ihr damaliger Sportlehrer auf das Talent der damals 7-Jährigen aufmerksam und sprach eine Empfehlung für einen Leichtathletikverein aus, woraufhin sie Mitglied der TG Konz wurde. Die ersten Jahre nahm sie am Mehrkampftraining teil, wobei ihr Talent für das Sprinten schnell auffiel. Weil ihr Trainer Winfried Weires sie 2014 aufgrund eines tragischen Unfalls nicht mehr trainieren konnte, beschloss die 15-Jährige, an ein Sportinternat in Koblenz zu gehen. Dort trainiert sie seither professionell unter Martin Schmitz im LG Rhein-Wied als Sprinterin. Für Junk ist der Sport sehr bedeutend; er konnte ihr auch schon durch schwierige Lebensphasen helfen, wie sie in einem Interview sagte: 
„Der Sport ist ein bleibender Faktor in meinem Leben. Selbst als sich durch den Verlust eines Elternteils die Familie und der Alltag völlig veränderte, blieb der Sport meine Konstante.“
Nach ihrem Abitur entschied sich Sophia neben der Profikarriere als Sportlerin für ein Studium bei der Landespolizei Rheinland-Pfalz.
Bei Europa- und Weltmeisterschaften vertritt Junk Deutschland unter der Leitung von Bundestrainer Ronald Stein.
2022 nahm sie an den Weltmeisterschaften in Eugene/USA teil.
Bei den Olympischen Spielen 2024 in Paris startete sie für die deutsche 4-mal-100-Meter-Staffel im Vorlauf, in dem sich das Team für den Finallauf qualifizierte. In diesem gewann Deutschland die Bronzemedaille, wobei Junk jedoch nicht eingesetzt wurde.

## Weltrekord
Am 23. Juli 2017 stellte Sophia Junk in Grosseto (Italien) mit Katrin Fehm, Keshia Kwadwo und Jennifer Montag in der deutschen U20-Staffel über 4-mal 100 Meter mit 43,27 Sekunden einen neuen Weltrekord auf.

## Auszeichnungen
- 2024: Silbernes Lorbeerblatt[9]

## Persönliche Bestleistungen
- 2021: 100 Meter in 11,30 Sekunden und 200 Meter in 22,53 Sekunden
- 2022: 60 Meter in 7,22 Sekunden[2]

## Persönliche Erfolge
- 2014: 8. Platz Deutsche U16-Meisterschaften (100 m)
- 2015: 2. Platz Rheinland-Pfalz U16-Hallenmeisterschaften (60 m)
- 2015: 1. Platz Rheinland-Pfalz U18-Hallenmeisterschaften (200 m)
- 2015: 1. Platz Rheinland-Pfalz U20-Meisterschaften (100 m)
- 2015: 1. Platz Rheinland-Pfalz U20-Meisterschaften (100 m)
- 2015: 2. Platz Westdeutsche Meisterschaften (200 m)
- 2015: 2. Platz Westdeutsche Meisterschaften (100 m)
- 2015: 7. Platz Deutsche Hallenmeisterschaften (4 × 200 m)
- 2015: 4. Platz Deutsche Meisterschaften (4 × 100 m)
- 2015: 2. Platz Deutsche U18-Meisterschaften (100 m)
- 2015: 1. Platz Deutsche U18-Meisterschaften (200 m)
- 2015: Erfüllung U18-WM-Norm (100 m Cali)
- 2016: 1. Platz Deutsche U18-Meisterschaften (200 m)
- 2017: 2. Platz Deutsche U20-Hallenmeisterschaften (200 m)
- 2017: 2. Platz U20-Europameisterschaften (200 m)
- 2017: Weltrekord U20 (4 × 100 m)
- 2017: 1. Platz U20-Europameisterschaften (4 × 100 m)
- 2018: 1. Platz Deutsche U20-Hallenmeisterschaften (200 m)
- 2018: 1. Platz Deutsche U20-Hallenmeisterschaften (60 m)
- 2018: 1. Platz U20-Weltmeisterschaften (4 × 100 m)
- 2018: 5. Platz U20-Weltmeisterschaften (200 m)
- 2019: 5. Platz IAAF World Relays 2019 (4 × 200 m)
- 2019: 4. Platz Deutsche Meisterschaften (200 m)
- 2019: 5. Platz U23-Europameisterschaften (200 m)
- 2019: 1. Platz U23-Europameisterschaften (4 × 100 m)
- 2021: 6. Platz Deutsche Meisterschaften (100 m)
- 2021: 4. Platz Deutsche Meisterschaften (200 m)
- 2021: 2. Platz U23-Europameisterschaften (200 m)
- 2021: 1. Platz U23-Europameisterschaften (4 × 100 m)
- 2022: 3. Platz Deutsche Hallenmeisterschaften (60 m)
- 2024: 3. Platz Olympische Spiele (4 × 100 m)